# Élections sénatoriales américaines de 1986
Les élections sénatoriales américaines de 1986 ont eu lieu le 4 novembre 1986 pour renouveler les 34 sièges de classe 3 du Sénat des États-Unis.
Elles se déroulent deux ans après à la réélection de Ronald Reagan. Le même jour ont également lieu les élections des gouverneurs et des représentants.

## Situation par État
| État                         | Sortant  | Sortant           | Sortant | Sortant      | Sortant      | Élu      | Élu              | Élu   | Résultats (> 5 % des voix)                                                   |
| État                         | Sénateur | Sénateur          | Parti   | Élu en       | Statut       | Sénateur | Sénateur         | Parti | Résultats (> 5 % des voix)                                                   |
| ---------------------------- | -------- | ----------------- | ------- | ------------ | ------------ | -------- | ---------------- | ----- | ---------------------------------------------------------------------------- |
| Alabama                      |          | Jeremiah Denton   | D       | 1980         | Candidat     |          | Richard Shelby   | D     | Richard Shelby (D) : 50,3 % Jeremiah Denton (R) : 49,7 %                     |
| Alaska                       |          | Frank Murkowski   | R       | 1980         | Candidat     |          | Frank Murkowski  | R     | Frank Murkowski (R) : 54,0 % Glenn Olds (D) : 44,1 %                         |
| Arizona                      |          | Barry Goldwater   | R       | 1952         | Non candidat |          | John McCain      | R     | John McCain (R) : 60,5 % Richard Kimball (D) : 39,5 %                        |
| Arkansas                     |          | Dale Bumpers      | D       | 1974         | Candidat     |          | Dale Bumpers     | D     | Dale Bumpers (D) : 62,3 % Asa Hutchinson (R) : 37,7 %                        |
| Californie                   |          | Alan Cranston     | D       | 1968         | Candidat     |          | Alan Cranston    | D     | Alan Cranston (R) : 49,3 % Ed Zschau (R) : 47,9 %                            |
| Caroline du Nord             |          | James T. Broyhill | R       | 1986 (nommé) | Candidat     |          | Terry Sanford    | D     | Terry Sanford (D) : 51,8 % James T. Broyhill (D) : 48,2 %                    |
| Caroline du Nord (partielle) |          | James T. Broyhill | R       | 1986 (nommé) | Candidat     |          | Terry Sanford    | D     | Terry Sanford (D) : 50,9 % James T. Broyhill (D) : 49,1 %                    |
| Caroline du Sud              |          | Fritz Hollings    | D       | 1966         | Candidat     |          | Fritz Hollings   | D     | Fritz Hollings (D) : 63,1 % Henry McMaster (R) : 35,6 %                      |
| Colorado                     |          | Gary Hart         | D       | 1974         | Non candidat |          | Tim Wirth        | D     | Tim Wirth (D) : 49,9 % Ken Kramer (R) : 48,4 %                               |
| Connecticut                  |          | Chris Dodd        | D       | 1980         | Candidat     |          | Chris Dodd       | D     | Chris Dodd (D) : 64,8 % Roger W. Eddy (R) : 34,8 %                           |
| Dakota du Nord               |          | Mark Andrews      | R       | 1980         | Candidat     |          | Kent Conrad      | D     | Kent Conrad (D) : 49,8 % Mark Andrews (R) : 49,1 %                           |
| Dakota du Sud                |          | James Abdnor      | R       | 1980         | Candidat     |          | Tom Daschle      | D     | Tom Daschle (D) : 51,6 % James Abdnor (R) : 48,4 %                           |
| Floride                      |          | Paula Hawkins     | R       | 1980         | Candidate    |          | Bob Graham       | D     | Bob Graham (D) : 54,7 % Paula Hawkins (R) : 45,3 %                           |
| Géorgie                      |          | Mack Mattingly    | R       | 1980         | Candidat     |          | Wyche Fowler     | D     | Résultats du 2e tour : Wyche Fowler (D) : 50,9 % Mack Mattingly (R) : 49,1 % |
| Hawaï                        |          | Daniel Inouye     | D       | 1962         | Candidat     |          | Daniel Inouye    | D     | Daniel Inouye (D) : 73,6 % Franklin G.Hutchinson Jr. (R) : 26,4 %            |
| Idaho                        |          | Steve Symms       | R       | 1980         | Candidat     |          | Steve Symms      | R     | Steve Symms (R) : 51,6 % John V. Evans (D) : 48,4 %                          |
| Illinois                     |          | Alan J. Dixon     | D       | 1980         | Candidat     |          | Alan J. Dixon    | D     | Alan J. Dixon (D) : 65,1 % Judy Koehler (R) : 33,7 %                         |
| Indiana                      |          | Dan Quayle        | R       | 1980         | Candidat     |          | Dan Quayle       | R     | Dan Quayle (R) : 60,6 % Jill Long (D) : 38,5 %                               |
| Iowa                         |          | Chuck Grassley    | R       | 1980         | Candidat     |          | Chuck Grassley   | R     | Chuck Grassley (R) : 66,0 % John P. Roehrick (D) : 33,6 %                    |
| Kansas                       |          | Bob Dole          | R       | 1968         | Candidat     |          | Bob Dole         | R     | Bob Dole (R) : 70,0 % Guy MacDonald (D) : 30,0 %                             |
| Kentucky                     |          | Wendell Ford      | D       | 1974         | Candidat     |          | Wendell Ford     | D     | Wendell Ford (D) : 74,4 % Jackson M. Andrews(R) : 25,6 %                     |
| Louisiane                    |          | Russell B. Long   | D       | 1948         | Non candidat |          | John Breaux      | D     | John Breaux (D) : 52,8 % Henson Moore (R) : 47,2 %                           |
| Maryland                     |          | Charles Mathias   | R       | 1968         | Non candidat |          | Barbara Mikulski | D     | Barbara Mikulski (D) : 60,7 % Linda Chavez (R) : 39,3 %                      |
| Missouri                     |          | Thomas Eagleton   | D       | 1968         | Non candidat |          | Kit Bond         | R     | Kit Bond (R) : 52,6 % Harriett Woods (D) : 47,4 %                            |
| Nevada                       |          | Paul Laxalt       | R       | 1974         | Non candidat |          | Harry Reid       | D     | Harry Reid (D) : 51,9 % Jim Santini (R) : 46,2 %                             |
| New Hampshire                |          | Warren Rudman     | R       | 1980         | Candidat     |          | Warren Rudman    | R     | Warren Rudman (R) : 62,9 % Endicott Peabody (D) : 32,4 %                     |
| New York                     |          | Al D'Amato        | R       | 1980         | Candidat     |          | Al D'Amato       | R     | Al D'Amato (R) : 56,9 % Mark Green (D) : 41,2 %                              |
| Ohio                         |          | John Glenn        | D       | 1974         | Candidat     |          | John Glenn       | D     | John Glenn(D) : 62,5 % Thomas Kindness (R) : 37,5 %                          |
| Oklahoma                     |          | Don Nickles       | R       | 1980         | Candidat     |          | Don Nickles      | R     | Don Nickles (R) : 55,2 % James R. Jones (D) : 44,8 %                         |
| Oregon                       |          | Bob Packwood      | R       | 1968         | Candidat     |          | Bob Packwood     | R     | Bob Packwood (R) : 63,0 % Rick Bauman (D) : 36,0 %                           |
| Pennsylvanie                 |          | Arlen Specter     | R       | 1980         | Candidat     |          | Arlen Specter    | R     | Arlen Specter (R) : 56,4 % Bob Edgar (D) : 42,9 %                            |
| Utah                         |          | Jake Garn         | R       | 1974         | Candidat     |          | Jake Garn        | R     | Jake Garn (R) : 72,3 % Craig S. Oliver (D) : 26,6 %                          |
| Vermont                      |          | Patrick Leahy     | D       | 1974         | Candidat     |          | Patrick Leahy    | D     | Patrick Leahy (D) : 63,2 % Dick Snelling (R) : 34,5 %                        |
| Washington                   |          | Slade Gorton      | R       | 1980         | Candidat     |          | Brock Adams      | D     | Brock Adams : 50,7 % Slade Gorton (R) : 48,7 %                               |
| Wisconsin                    |          | Bob Kasten        | R       | 1980         | Candidat     |          | Bob Kasten       | R     | Bob Kasten (R) : 50,9 % Edward R. Garvey (R) : 47,4 %                        |